# Patyczkowce
Patyczkowce (Leotiales Korf & Lizoň) – rząd grzybów z klasy patyczniaków (Helotiales).

## Systematyka
Pozycja w klasyfikacji według Index Fungorum
Leotiales, Leotiomycetidae, Leotiomycetes, Ascomycota, Fungi.
Według aktualizowanej klasyfikacji Index Fungorum bazującej na Dictionary of the Fungi do rodziny Leotiaceae należą rodziny:
- Cochlearomycetaceae Crous 2017
- Leotiaceae Corda 1842
- Mniaeciaceae Baral 2019
- Tympanidaceae Baral & Quijada 2015
- incertae sedis
  - rodzaje incertae sedis[2].